# グラミー・ミュージアム

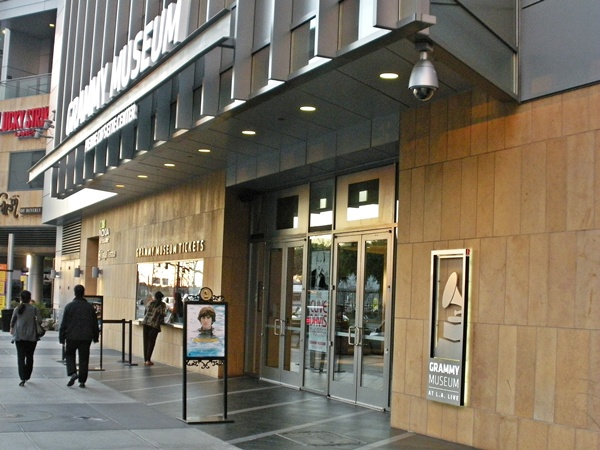
グラミー・ミュージアムの正門

グラミー・ミュージアム (The Grammy Museum) は、アメリカ合衆国にある音楽分野の教育・資料館である。特にグラミー賞の歴史を専門的に扱っており、受賞者が実際に使った衣装や楽器、手書きの歌詞、レコードなどといった歴史的音楽資料も豊富にコレクションしている。訪問者は接触画面や映像、録音ブースを通じて音楽ジャンルや音楽史について学ぶことができる。

## 歴史
グラミー賞の創設50周年を機に2008年12月、ロサンゼルス繁華街L.A.ライブにオープンした。4階建ての建物には、歴史的な音楽資料の展示スペースや楽器の試奏スペース、録音ブース、200席のクライヴ・デイヴィス・シアターなどがある。
オープニング以来300を優に超える公演を開催し、そのダイナミックな教育プログラムを通して数多くの若者をインスパイアしている。

## 展示内容
グラミー・ミュージアムは、楽曲創作からレコーディング技術といった音楽作品の完成に至るまでの制作過程や、グラミー賞の歴史など、あらゆる形の音楽関連資料を展示している。概してピクシーズや、イツァーク・パールマン、リュダクリス、ブラッド・ペイズリー、マドンナ、ヨーヨー・マらが一堂に会して共演する機会に触れることは難しいと言えるが、このグラミー・ミュージアムの屋根の下では見事な調和を見せている  。
歴史的音楽資料の展示、ライブのステージ裏、セミナー、教室、ファン・ミーティング、インタラクティブ・レコーディング・ブースなどが特徴的である。4階から3階、2階へとガイドが進む。4階の「クロスロード」と題されたコーナーでは、タッチスクリーンを操作して写真を閲覧したり全てのジャンルの音楽を聴くことができる。ほかにも6種類の異なる防音の録音ブースに入り、商用サウンドトラックの制作について著名な音楽家やプロデューサーから学ぶことができる。指示通りに既存のポップス曲に自分の歌やラップを録音、リミックスすれば世界に1つだけの作品を制作することができる。カニエ・ウェストや、ジェニファー・ロペス、ビヨンセといった著名なグラミー賞受賞者が実際に着た衣装も展示されている  。
日本におけるビートルズ展（2017年11月18日～2018年1月28日）のように、コレクションを館外公開のため貸し出すこともある。

## スペシャル・イベント
グラミー・ミュージアムではクライヴ・デイヴィス・シアターにおいて定期的に公演やセミナー、教室、会議が開催されている。ベン・ハーパーや、フレイバー・フレイブ、ジョン・レジェンドなどといったグラミー賞受賞者が公演を持った。ミュージアムの会員には優先券や優先席が用意されている。

## 場所と開館時間
グラミー・ミュージアムはロサンゼルス繁華街L.A.ライブの、フィゲロア通りとオリンピック・ブルバードの交差点の角地に位置している。住所にはオリンピック・ブルバードが含まれているが、メイン・エントランスはフィゲロア通りに面している。L.A.ライブの歩道には各年のグラミー賞受賞者（最優秀レコード賞、最優秀新人賞、最優秀アルバム賞、最優秀楽曲賞）を記念した銅製ディスクが埋め込まれている。
開館時間は、月曜日から金曜日は午前11時30分から午後7時30分。土・日曜日は午前10時から午後7時30分である。